# Pulo Gajah Matee
Pulo Gajah Matee is een bestuurslaag in het regentschap Pidie van de provincie Atjeh, Indonesië. Pulo Gajah Matee telt 205 inwoners (volkstelling 2010).